# La Supermots
La Supermots és la versió doblada al català de la sèrie de dibuixos animats estatunidenca WordGirl. Va ser creada per la televisió estatunidenca per Dorothea Gillim. Es va estrenar als Estats Units el 3 de setembre de 2007.
El 2013 i el 2014 el canal Super3 va emetre la versió original en anglès, com a eina d'aprenentatge de la llengua.

## Argument
WordGirl, una noia amb superpotències és la identitat secreta de l'estudiant Becky Botsford. Té la veu de Dannah Phriman en l'original i Mar Nicolàs en la versió catalana. WordGirl va néixer al planeta fictici Lexicon, un nom que insinua un lèxic, i ella, «noia dels mots» com es pot traduir literalment el seu nom anglès, a més d'altres superpoders, té un vocabulari extraordinari. Es va esquitllar en una nau espacial on es va adormir. Mentre que dorm, el vaixell pren vol. El pilota n'és Huggy Face, un mico i capità de la Força Aèria de Lexicon. Quan WordGirl es desperta durant el viatge, en perd el control i la nau espacial s'estavella a la Terra, concretament a la ciutat de Fair City. La planeta dona a WordGirl els superpoders de volar i de superforça. WordGirl els fa servir per salvar el seu nou planeta d'adopció. A les despulles de nau espacial estavellada instal·la una secreta base d'operacions. WordGirl i el capità Huggy Face combaten el crim.
Tim i Sally Botsford adopten WordGirl i li van donar un alter ego, amb el nom de Becky Botsford. Mentre es troba en el seu alter ego, té un germà petit, TJ, que és un aficionat ardent de WordGirl, sense saber que ès l'alter ego de sa germana. Entre ells tenen la típica rivalitat i disputes entre germans. La família Botsford adopta el capità Huggy Face com a animal de companyia i li diuen Bob. Becky va a l'escola Woodview Elementary School, on és amiga de Violet Heaslip i del periodista escolar Todd “Scoops” Ming.
WordGirl intenta compaginar les activitats de superheroïna la normalitat d'una vida quotidiana normal. Lluita contra un assortiment de vilans que són propensos a malapropismes. Al mateix temps, es de preocupa de mantenir la segona vida en una vida familiar normal com a Becky, per evitar que la gent descobreixi la veritat.